# Норрис, Руфус
Сэр Руфус Норрис (англ. Rufus Norris) — британский театральный и кинорежиссёр.

## Биография
Родился 16 января 1965 года в Кембридже. Вырос в странах Африки и Малайзии.
В 2001 году был отмечен Evening Standard Theatre Awards.
Наиболее известен как создатель фильма «Сломленные» по роману Дэниела Клэя, его режиссёрского дебюта в кино, завоевавшего ряд престижных наград. Сам Норрис получил номинации на премии Европейской киноакадемии (открытие года), Лондонском кинофестивале и британского независимого кино.
С 1995 года женат на актрисе Татьяне Рондер. У пары двое детей.

## Фильмография
- Сломленные (2012)
- Лондонская дорога (2015)
- В тени вечной красоты (2015)
- Всякий человек (2015)
- Трёхгрошовая опера (2016)